# Parephedrus relictus
Parephedrus relictus är en stekelart som beskrevs av Jaroslav Stary och Mary Carver 1971. Parephedrus relictus ingår i släktet Parephedrus och familjen bracksteklar. Inga underarter finns listade i Catalogue of Life.